# Eclipsis
Eclipsis is in de geschiedenis van de fonologie van een aantal talen, zoals het Goidelisch, een vorm van         regressieve assimilatie waarbij een medeklinker aan het begin van een nieuw woord onder invloed van de laatste klank van het voorafgaande woord een bepaalde fonetische verandering ondergaat, bijvoorbeeld van stemloos naar stemhebbend of omgekeerd, of zelfs helemaal verdwijnt. 
Deze klankwet is geldt over de woordgrenzen heen en is dus een postlexicale regel. Het is ook een vorm van externe sandhi. Zie verder Consonantmutatie.